# Carlo Augusto Federico di Waldeck e Pyrmont
Carlo Augusto Federico di Waldeck e Pyrmont (Hanau, 24 settembre 1704 – Bad Arolsen, 29 agosto 1763) è stato principe di Waldeck e Pyrmont dal 1728 fino alla sua morte.

## Biografia

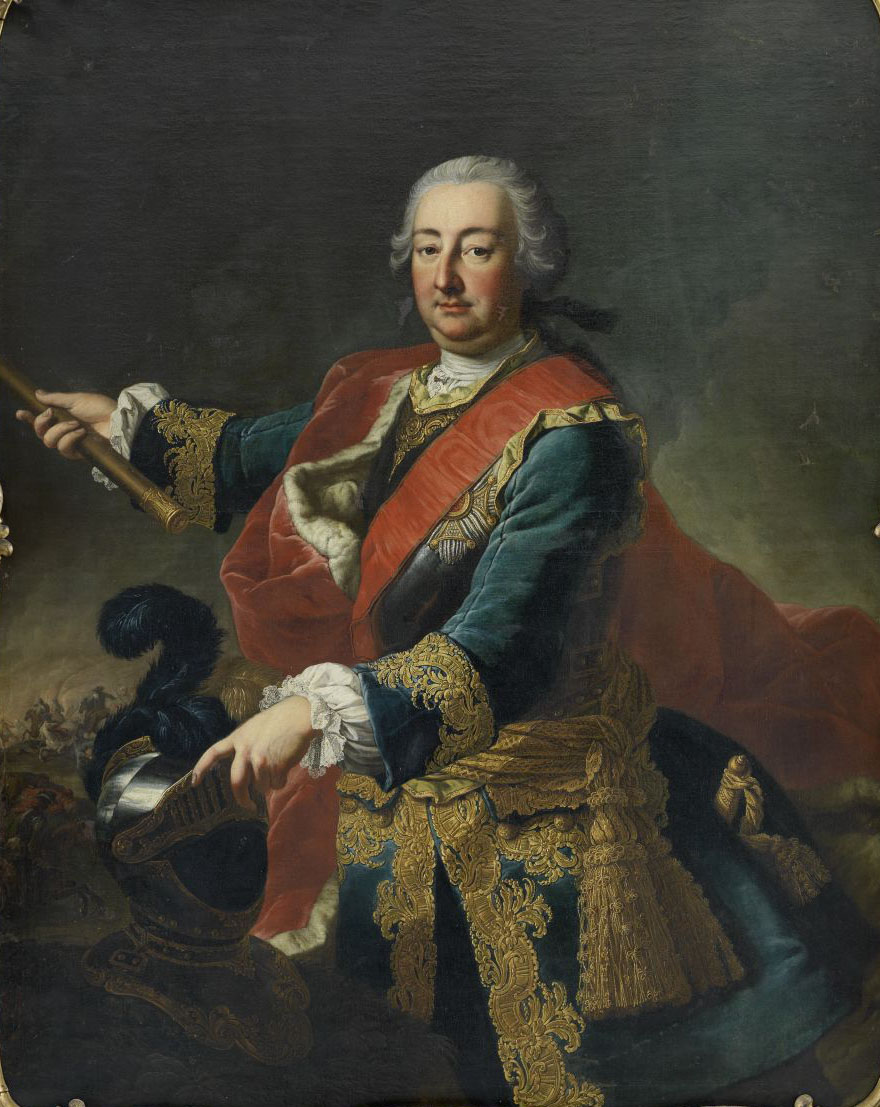
Il principe Carlo Augusto Federico di Waldeck e Pyrmont in un ritratto di Martin van Meytens.

Carlo Augusto Federico era figlio secondogenito del principe Federico Antonio Ulrico di Waldeck e Pyrmont (1676-1728) e della principessa Luisa di Birkenfeld-Bischweiler (1678-1753).
Fin dalla sua nascita venne destinato alla carriera militare e prestò servizio prima di salire al trono nel reggimento francese di stanza in Alsazia, unendosi dal 1725 all'esercito prussiano. Nel 1728, dopo la sua ascesa al principato, lasciò temporaneamente il proprio servizio militare per dedicarsi ad un grand tour in Europa, in particolare in Italia, fatto che lo ispirò per tutta la vita a raccogliere tesori d'arte.
Divenne principe di Waldeck e Pyrmont alla morte del fratello maggiore, Cristiano Filippo, nel 1728, il quale aveva regnato alla morte del padre solo per alcuni mesi, nello stesso anno, ed era morto senza eredi.
Nella guerra di successione polacca, dal 1733 al 1738, prestò servizio come aiutante di campo nell'esercito imperiale e pertanto combatté al fianco di Eugenio di Savoia nella campagna del 1735 sul Reno, cogliendo l'occasione per distinguersi nella battaglia di Clausen. Nel 1736 prese parte alla campagna militare in Ungheria. Negli anni seguenti fu coinvolto nelle campagne militari contro gli ottomani. Nel 1737 venne ferito nel corso dell'assedio della fortezza di Rissa e nel 1739 a Krozka.
Nel 1742, Carlo Augusto Federico venne nominato generale dell'esercito olandese durante la guerra di successione austriaca. Anche in quel caso si distinse in diversi scontri, ma l'esercito olandese finì per essere sconfitto sotto il suo comando nelle battaglie di Fontenoy, Roucoux e Lauffeldt. La sua sconfitta nei Paesi Bassi portò a dei disordini anche a livello amministrativo in tutto il territorio olandese e pertanto, per ragioni politiche interne, il principe di Waldeck venne sostituito dal principe Guglielmo IV d'Orange-Nassau.
Nel 1746 venne nominato feldmaresciallo imperiale. Dopo la morte del conte Federico di Sayn-Wittgenstein-Hohenstein, gli subentrò nel 1756 alla reggenza della contea di Sayn-Wittgenstein-Hohenstein, in quanto il suo successore Giovanni Ludovico (1740-1796), non aveva ancora l'età per regnare autonomamente.
A livello nazionale, nel governo del proprio stato, cercò di limitare il debito accumulato dal principato. Colse comunque l'occasione per ristrutturare ed ampliare il castello di Arolsen, sua residenza, in stile rococò.
Carlo Augusto Federico diede inoltre protezione a molti ebrei, a condizione che potessero dimostrare di possedere una fortuna di almeno 1000 talleri; questo fatto portò ad una notevole immigrazione degli ebrei nel principato.
Durante la guerra dei sette anni, la terra del principato di Waldeck subì molti attraversamenti di eserciti e battaglie. Lo stesso castello di Waldeck, occupato dalle truppe francesi, venne assediato per due anni ed infine bombardato nel 1762.
Carlo Augusto Federico, morì il 29 agosto del 1763 e gli succedette il figlio secondogenito Federico Carlo Augusto in quanto il primogenito, Carlo, gli era premorto nel 1756.

## Matrimonio e figli

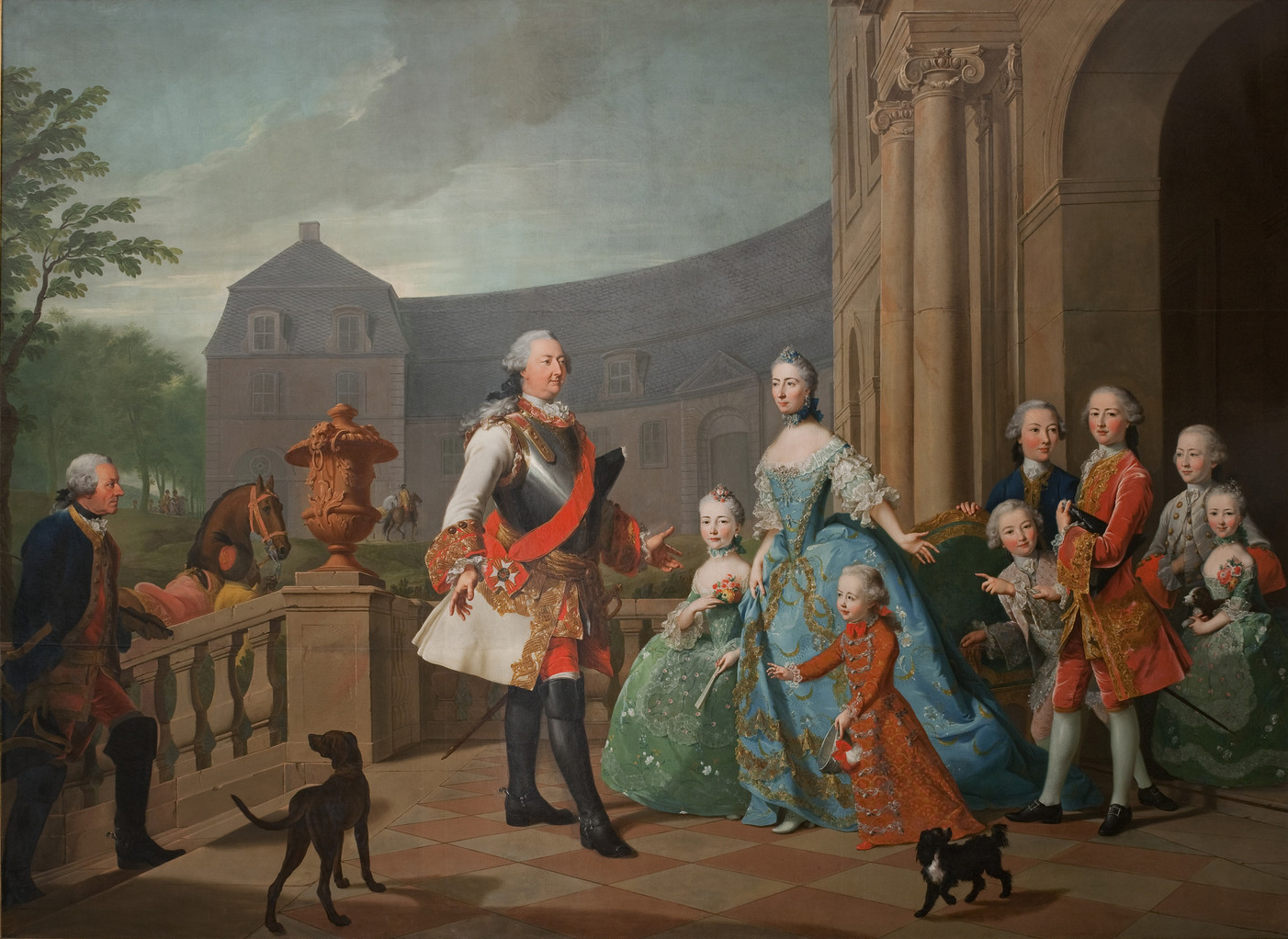
Carlo Augusto Federico di Waldeck e Pyrmont con la sua famiglia, in un ritratto di Johann Heinrich Tischbein il Vecchio del 1755

A Zweibrücken, il 19 agosto 1741, Carlo Augusto Federico, sposò una sua cugina di primo grado, la contessa palatina Cristiana Enrichetta di Birkenfeld-Bischweiler (1725-1816), figlia del conte palatino Cristiano III del Palatinato-Zweibrücken, dalla quale ebbe i seguenti figli:
- Carlo (1742-1756)
- Federico Carlo Augusto, (1743-1812), principe di Waldeck e Pyrmont
- Cristiano Augusto (1744-1798), generale austriaco e feldmaresciallo dell'esercito portoghese
- Giorgio (1747-1813), principe di Waldeck e Pyrmont, sposò la principessa Augusta di Schwarzburg-Sondershausen
- Carolina (1748-1782), sposò Pietro Biron, duca di Curlandia e Semigallia
- Luisa (1751-1816), sposò il principe Federico Augusto di Nassau-Usingen
- Luigi (1752-1793), morto in battaglia a Kortrijk

## Ascendenza
|                                                    |                                                   |                                               | Genitori                                |  |  | Nonni |  |  | Bisnonni               |  |  | Trisnonni                      |  |
|                                                    |                                                   |                                               |                                         |  |  |       |  |  | Filippo VII di Waldeck |  |  | Cristiano di Waldeck-Wildungen |  |
|                                                    |                                                   |                                               |                                         |  |  |       |  |  | Filippo VII di Waldeck |  |  | Cristiano di Waldeck-Wildungen |  |
|                                                    |                                                   | Isabella di Nassau-Siegen                     |                                         |  |  |       |  |  | Filippo VII di Waldeck |  |  |                                |  |
| Cristiano Luigi di Waldeck                         |                                                   |                                               |                                         |  |  |       |  |  | Filippo VII di Waldeck |  |  |                                |  |
|                                                    |                                                   | Anna Caterina di Sayn-Wittgenstein            | Ludovico II di Sayn-Wittgenstein        |  |  |       |  |  |                        |  |  |                                |  |
|                                                    |                                                   | Anna Caterina di Sayn-Wittgenstein            | Ludovico II di Sayn-Wittgenstein        |  |  |       |  |  |                        |  |  |                                |  |
|                                                    |                                                   | Anna Caterina di Sayn-Wittgenstein            | Isabella Giuliana de Solms-Braunfels    |  |  |       |  |  |                        |  |  |                                |  |
| Federico Antonio Ulrico di Waldeck e Pyrmont       |                                                   | Anna Caterina di Sayn-Wittgenstein            |                                         |  |  |       |  |  |                        |  |  |                                |  |
|                                                    |                                                   | Giorgio Federico di Rappoltstein              | Eberardo di Rappoltstein                |  |  |       |  |  |                        |  |  |                                |  |
|                                                    |                                                   | Giorgio Federico di Rappoltstein              | Eberardo di Rappoltstein                |  |  |       |  |  |                        |  |  |                                |  |
|                                                    |                                                   | Giorgio Federico di Rappoltstein              | Anna di Salm                            |  |  |       |  |  |                        |  |  |                                |  |
| Anna Isabella di Rappoltstein                      |                                                   | Giorgio Federico di Rappoltstein              |                                         |  |  |       |  |  |                        |  |  |                                |  |
|                                                    |                                                   | Isabella Carlotta di Solms-Sonnenwalde        | Enrico Guglielmo I di Solms-Sonnenwalde |  |  |       |  |  |                        |  |  |                                |  |
|                                                    |                                                   | Isabella Carlotta di Solms-Sonnenwalde        | Enrico Guglielmo I di Solms-Sonnenwalde |  |  |       |  |  |                        |  |  |                                |  |
|                                                    |                                                   | Isabella Carlotta di Solms-Sonnenwalde        | Maria Maddalena di Oettingen-Oettingen  |  |  |       |  |  |                        |  |  |                                |  |
| Carlo Augusto Federico di Waldeck e Pyrmont        |                                                   | Isabella Carlotta di Solms-Sonnenwalde        |                                         |  |  |       |  |  |                        |  |  |                                |  |
|                                                    | Cristiano I del Palatinato-Birkenfeld-Bischweiler | Carlo I del Palatinato-Zweibrücken-Birkenfeld |                                         |  |  |       |  |  |                        |  |  |                                |  |
|                                                    | Cristiano I del Palatinato-Birkenfeld-Bischweiler | Carlo I del Palatinato-Zweibrücken-Birkenfeld |                                         |  |  |       |  |  |                        |  |  |                                |  |
|                                                    | Cristiano I del Palatinato-Birkenfeld-Bischweiler | Dorotea di Brunswick-Lüneburg                 |                                         |  |  |       |  |  |                        |  |  |                                |  |
| Cristiano II del Palatinato-Zweibrücken-Birkenfeld | Cristiano I del Palatinato-Birkenfeld-Bischweiler |                                               |                                         |  |  |       |  |  |                        |  |  |                                |  |
|                                                    |                                                   | Maddalena Caterina del Palatinato-Zweibrücken | Giovanni II del Palatinato-Zweibrücken  |  |  |       |  |  |                        |  |  |                                |  |
|                                                    |                                                   | Maddalena Caterina del Palatinato-Zweibrücken | Giovanni II del Palatinato-Zweibrücken  |  |  |       |  |  |                        |  |  |                                |  |
|                                                    |                                                   | Maddalena Caterina del Palatinato-Zweibrücken | Caterina di Rohan                       |  |  |       |  |  |                        |  |  |                                |  |
| Luisa del Palatinato-Zweibrücken-Birkenfeld        |                                                   | Maddalena Caterina del Palatinato-Zweibrücken |                                         |  |  |       |  |  |                        |  |  |                                |  |
|                                                    |                                                   | Giovanni Giacomo di Rappoltstein              | Eberardo di Rappoltstein                |  |  |       |  |  |                        |  |  |                                |  |
|                                                    |                                                   | Giovanni Giacomo di Rappoltstein              | Eberardo di Rappoltstein                |  |  |       |  |  |                        |  |  |                                |  |
|                                                    |                                                   | Giovanni Giacomo di Rappoltstein              | Anna di Salm                            |  |  |       |  |  |                        |  |  |                                |  |
| Caterina Agata di Rappoltstein                     |                                                   | Giovanni Giacomo di Rappoltstein              |                                         |  |  |       |  |  |                        |  |  |                                |  |
|                                                    |                                                   | Isabella Carlotta di Solms-Sonnenwalde        | Enrico Guglielmo I di Solms-Sonnenwalde |  |  |       |  |  |                        |  |  |                                |  |
|                                                    |                                                   | Isabella Carlotta di Solms-Sonnenwalde        | Enrico Guglielmo I di Solms-Sonnenwalde |  |  |       |  |  |                        |  |  |                                |  |
|                                                    |                                                   | Isabella Carlotta di Solms-Sonnenwalde        | Maria Maddalena di Oettingen-Oettingen  |  |  |       |  |  |                        |  |  |                                |  |
|                                                    |                                                   | Isabella Carlotta di Solms-Sonnenwalde        |                                         |  |  |       |  |  |                        |  |  |                                |  |